# Edis Djugumovic
Edis Djugumovic, född 15 januari 1991 i Trebinje, Bosnien-Hercegovina. Bor i Rosengård i Malmö, är en svensk fotbollsspelare och mittfältare i IFK Malmö.